# Santa Lúcia nos Jogos Olímpicos de Verão de 2012
Santa Lúcia enviou uma equipe de quatro atletas para competir nos Jogos Olímpicos de Verão de 2012, em Londres, na Grã-Bretanha.

## Desempenho

### Atletismo(2 atletas)
Masculino
| Atleta         | Evento          | Preliminares | Preliminares | Quartas | Quartas | Semifinais | Semifinais | Final       | Final       |
| Atleta         | Evento          | Marca        | Posição      | Marca   | Posição | Marca      | Posição    | Marca       | Posição     |
| -------------- | --------------- | ------------ | ------------ | ------- | ------- | ---------- | ---------- | ----------- | ----------- |
| Darvin Edwards | Salto em altura | NM           | NM           |         |         |            |            | Não avançou | Não avançou |

Feminino
| Atleta         | Evento          | Preliminares | Preliminares | Quartas | Quartas | Semifinais | Semifinais | Final       | Final       |
| Atleta         | Evento          | Marca        | Posição      | Marca   | Posição | Marca      | Posição    | Marca       | Posição     |
| -------------- | --------------- | ------------ | ------------ | ------- | ------- | ---------- | ---------- | ----------- | ----------- |
| Levern Spencer | Salto em altura | 1m90         | 19º          |         |         |            |            | Não avançou | Não avançou |

### Natação(1 atleta)
Feminino
| Atleta            | Prova       | Elimatórias | Elimatórias | Semifinal   | Semifinal   | Final       | Final       |
| Atleta            | Prova       | Tempo       | Pos.        | Tempo       | Pos.        | Tempo       | Pos.        |
| ----------------- | ----------- | ----------- | ----------- | ----------- | ----------- | ----------- | ----------- |
| Danielle Beaubrun | 100 m peito | 1m11s12     | 36º         | Não avançou | Não avançou | Não avançou | Não avançou |

### Vela(1 atleta)
Feminino
| Atleta     | Evento       | Regata | Regata | Regata | Regata | Regata | Regata | Regata | Regata | Regata | Regata | Regata | Pontos | Posição |
| Atleta     | Evento       | 1      | 2      | 3      | 4      | 5      | 6      | 7      | 8      | 9      | 10     | M      | Pontos | Posição |
| ---------- | ------------ | ------ | ------ | ------ | ------ | ------ | ------ | ------ | ------ | ------ | ------ | ------ | ------ | ------- |
| Beth Lygoe | Laser Radial | 38     | 37     | 28     | 38     | 39     | 29     | 37     | 37     | 26     | 23     | X      | 293    | 37º     |

Legenda
| Recorde mundial      | Recorde mundial (World record)               |                       | Recorde africano                      | Recorde africano (African) |                                           | Q | Classificado por posição (Qualified) |
| Recorde olímpico     | Recorde olímpico (Olympic record)            | Recorde da América    | Recorde da América (Americas)         | q                          | Classificado por melhor tempo (Qualified) |   |                                      |
| Melhor marca do ano  | Melhor marca do ano (World leading)          | Recorde asiático      | Recorde asiático (Asian)              | DNS                        | Não largou (Did not start)                |   |                                      |
| Recorde nacional     | Recorde nacional (National record)           | Recorde europeu       | Recorde europeu (European)            | DNF                        | Não terminou (Did not finish)             |   |                                      |
| Recorde pessoal      | Recorde pessoal do atleta (Personal best)    | Recorde da Oceania    | Recorde da Oceania (Oceania)          | DSQ / DQ                   | Desclassificado (Disqualified)            |   |                                      |
| Recorde da temporada | Recorde da temporada do atleta (Season best) | Recorde sul-americano | Recorde sul-americano (South America) | NM                         | Sem marca (No mark)                       |   |                                      |

### Vela
| M   | Regata da Medalha da qual só participam os dez primeiros colocados das regatas anteriores  |  |  | CAN | Regata cancelada |
| BFD | Desclassificado por bandeira preta (Black Flag Disqualified)                               |  |  |     |                  |
| UFD | Desclassificado por bandeira "U" (U Flag Disqualified)                                     |  |  |     |                  |
| OCS | Largada queimada (On the Course Side of the starting line)                                 |  |  |     |                  |
| DNE | Desclassificação sem eliminação (infração a um item do regulamento da prova – Did Not End) |  |  |     |                  |